# Сражение за Нарву (1918)
Сражение за Нарву — боевые действия вооружённых сил Советской России (6-й стрелковой дивизии 7-й армии Северного фронта РККА и красных эстонских полков) против вооружённых сил Германии и Временного правительства Эстонской республики за контроль над Нарвой, проходившие 28 ноября 1918 года.

## Предыстория
После окончания Первой мировой войны и подписания 11 ноября 1918 года Компьенского перемирия немецкие войска начали выводиться с оккупированных ими территорий, в том числе и Прибалтики. Красная армия попыталась занять эти территории чтобы установить на них советскую власть. В задачу 6-й стрелковой дивизии 7-й армии (командующий — Е. А. Искрицкий) в составе Северного фронта входило взятие Нарвы. Дивизия насчитывала 4000 солдат и имела 19 пушек. Оборону Нарвы держали 405-й немецкий пехотный полк, части находившегося в стадии формирования 4-го эстонского пехотного полка, нарвское отделение Кайтселийта, а также группа местных школьников.

## Наступление Красной армии
22 ноября 1918 года красные попытались взять Нарву лобовой атакой вдоль Ямбургского шоссе, но, понеся большие потери, были отбиты.
28 ноября 1918 года дислоцировавшиеся на правом берегу Наровы красные эстонские полки и части 6-й стрелковой дивизии РККА под командованием Н. Иванова предприняли вторую попытку взятия Нарвы. Согласно плану, наступление на главном направлении подразделений 6-й дивизии должно было отвлечь внимание и силы оборонявших Нарву частей, а в это время усиленные ударные части должны были охватить город с севера и юга, перерезать пути отступления нарвскому гарнизону и ударить в тыл. Однако данный план потерпел неудачу: немецкая батареи, располагавшаяся на краю поля Йоала, развернула свои орудия в сторону частей Красной Армии и беглым огнём остановила их наступление. Затем сводный эстонско-немецкий отряд, поддерживаемый огнём немецкого бронепоезда, контратаковал и заставил красноармейцев отступить.
Одновременно с этим в 13 часов 20 минут Действующий отряд кораблей (крейсер «Олег», эсминецы «Меткий» и «Автроил») высадил в Гунгербурге (Нарва-Йыэсуу) десант численностью в 500 человек. Не встречая сопротивления, десантный отряд начал продвижение в сторону деревень Рийги и Пеэтерристи(эст. Peeterristi). Над нарвским гарнизоном нависла угроза окружения. 
После получасовой артиллерийской подготовки в 8 часов утра 29 ноября перешли в наступление на город с востока основные силы Ямбургского отряда красных войск, в составе которых был и 15-й Тартуский эстонский коммунистический полк. Противник встретил их интенсивным ружейно-пулеметным огнем. В ответ начался обстрел позиций немецких и эстонских войск. Красноармейцы заняли деревни Поповка, Пяхклимяэ, Кельдримяэ, мызу Ново-Ивановскую и подошли вплотную к восточным окраинам Нарвы. В городе начались пожары. 
В 16 часов 40 минут противник прекратил артиллерийский обстрел, вывел из строя железнодорожный и шоссейный мосты и приступил к выводу своих войск из Нарвы по шоссейной дороге. Из-за отсутствия регулярной связи между командованием главных сил Ямбургского отряда и десантным отрядом моряков, действовавшим совместно с пограничниками, дорогу к отступлению сил противника не удалось перерезать. 
Немногочисленные и малоопытные эстонские части, лишившись поддержки немцев, были не в состоянии противостоять Красной Армии и потому оставили Нарву и с боями начали отступление в западном направлении. 29 ноября главные силы Ямбургского отряда вошли в город. 

## Результаты
В бою за город погибло около 80 солдат эстонских подразделений Красной армии, в основном бойцов Феллинского коммунистического полка. В числе погибших был и Яан Сихвер — организатор и член Реввоенсовета красных эстонских полков и член ЦК эстонских секций РКП(б).
По сообщению газеты «Известия ВЦИК» от 21 декабря 1918 г., красные войска взяли в Нарве трофеи: 10 орудий разных калибров, 3400 снарядов, более 5 тыс. винтовок разных систем, свыше 900 тыс. патронов, 30 тыс. бомб и мин, несколько ящиков пироксилина и динамита, 18 железнодорожных годных платформ, а также требовавшие ремонта паровозы. 
В Нарве, занятой советскими войсками, была провозглашена Эстонская Советская республика (т. н. Эстляндская трудовая коммуна), просуществовавшая 52 дня. Сражение за Нарву считается началом Эстонской войны за независимость.